# Hörselberg-Hainich
Hörselberg-Hainich là một đô thị trong huyện Wartburg ở bang Thüringen, Đức. Đô thị này có diện tích 142 km². Hörselberg-Hainich được lập ngày 1 tháng 12 năm 2007 thông qua việc sáp nhập các đô thị Behringen và Hörselberg.